# Choe Jon-wi
Choe Jong-wi (nacido el 29 de junio de 1993) es un levantador de pesas olímpico de Corea del Norte. Participó en los Juegos Olímpicos de Río de Janeiro 2016, donde fue abanderado durante la ceremonia de apertura. Compitió en el evento de halterofilia menos de 77 kg masculino, finalizando en el octavo puesto. Anteriormente, participó en el Campeonato de Halterofilia de Asia de 2012.